# Le Thuit-Signol
Le Thuit-Signol foi uma antiga comuna francesa na região administrativa da Normandia, no departamento de Eure. Estendia-se por uma área de 9,82 km². Em 2010 a comuna tinha 3 722 habitantes (densidade: 379 hab./km²).
Em 1 de janeiro de 2016, passou a formar parte da nova comuna de Le Thuit-de-l'Oison.